# Saint-Michel-de-Montaigne
Saint-Michel-de-Montaigne é uma comuna francesa na região administrativa da Nova Aquitânia, no departamento Dordonha. Estende-se por uma área de 9,13 km². Em 2010 a comuna tinha 336 habitantes (densidade: 36,8 hab./km²).